# Ernst Gustav von Held
Ernst Gustav von Held (* 5. Oktober 1766 in Guhrau; † 13. Januar 1851 in Berlin) war ein preußischer Generalleutnant und erster Kommandant des Invalidenhauses.

## Leben

### Herkunft
Seine Eltern waren Johann Christoph von Held (* 4. April 1723; † 20. September 1785) und dessen Ehefrau Charlotte Henriette Wilhelmine, geborene von Hake (* 13. August 1740; † 23. März 1808) aus dem Haus Ütz. Sein Vater war Kapitän a. D., zuletzt im Infanterieregiment Nr. 38 und Brigadier der Zollbrigade in Kontopp.

### Militärlaufbahn
Held kam am 17. Juni 1780 als Kadett nach Berlin. Am 11. April 1784 wurde er Gefreitenkorporal im I. Bataillon der Garde. Dort avancierte er am 20. November 1787 zum Fähnrich und am 28. September 1792 zum Sekondeleutnant. Als solcher kämpfte Held bei den Belagerungen von Mainz und Landau sowie im Gefecht bei Trippstadt. Bei der Belagerung von Mainz wurde er als Tranchéeadjutant eingesetzt. Bis zum 19. Oktober 1805 stieg er zum Kapitän (Patent vom 10. Oktober 1802) und Kompaniechef im Infanterieregiment „von Larisch“ auf. Im Vierten Koalitionskrieg erhielt Held in der Schlacht bei Jena einen Schuss in den linken Oberschenkel, woraufhin er im November 1806 inaktiv gestellt wurde.
Nach dem Krieg wurde er am 28. November 1808 als Major der Infanterie wieder eingestellt. Während der Befreiungskriege kämpfte Held in den Gefechten bei Hagelberg und Salke und nahm an der Blockade von Wittenberg und Magdeburg teil. Bei Hagelberg erwarb er sich das Eiserne Kreuz II. Klasse und den Orden der Heiligen Anna II. Klasse. In der Zeit wurde er am 1. August 1813 Kommandeur des II. Bataillons im 7. Kurmärkischen Landwehr-Infanterie-Regiment und am 2. April 1815 folgte seine Ernennung zum Regimentskommandeur. Vier Tage später erhielt Held seinen Abschied mit Pension und dem Charakter als Oberstleutnant.
Am 7. Juni 1815 wurde er als Kommandeur seines alten Regiments reaktiviert und am 9. Februar 1816 als Kommandeur in das 4. Potsdamer Landwehr-Regiment versetzt. Dort erhielt Held am 22. September 1816 mit Wirkung vom 6. Oktober 1815 das Patent zu seinem Dienstgrad. Am 30. März 1819 folgt mit Patent vom 1. April 1819 die Beförderung zum Oberst. Danach wurde er am 1. März 1820 Kommandeur des 24. Landwehr-Regiments und nahm am 13. Juni 1825 seinen Abschied mit Pension als Generalmajor. Am 4. August 1825 erhielt er das Dienstkreuz.
Am 1. November 1835 wurde er zum 2. Kommandanten des Berliner Invalidenhaus ernannt. Am 18. Januar 1837 wurde er mit dem Roten Adlerorden IV. Klasse und am 18. Januar 1839 mit der III. Klasse des Ordens mit Schleife ausgezeichnet. Zu seinem 60-jährigen Dienstjubiläum erhielt Held am 30. März 1844 den als Generalleutnant und am 25. Juli 1844 den Roten Adlerorden II. Klasse mit Eichenlaub. Am 10. Dezember 1846 wurde er erster Kommandant des Invalidenhauses. Am 17. Februar 1848 wurde er Generalleutnant mit Patent vom 30. März 1844 und am 9. Mai 1848 mit Pension zur Disposition gestellt. Er starb am 13. Januar 1851 in Berlin und wurde am 15. Januar 1851 auf dem Garnisonfriedhof beigesetzt.

### Familie
Held heiratete am 15. Februar 1820 Karoline Maria Katharina Friederike Charlotte von Bredow (* 1. Dezember 1779; † 2. August 1852) aus dem Haus Hage, Witwe von Johann Friedrich August von Salisch († 26. Mai 1818). Das Paar hatte eine Tochter Malvine, die unverheiratet starb.